# Nacuche
Nacuche är en ort i Mexiko.   Den ligger i kommunen Espita och delstaten Yucatán, i den östra delen av landet, 1 100 km öster om huvudstaden Mexico City. Nacuche ligger 26 meter över havet och antalet invånare är 1 130.
Terrängen runt Nacuche är mycket platt. Runt Nacuche är det glesbefolkat, med 12 invånare per kvadratkilometer. Närmaste större samhälle är Espita, 9,6 km norr om Nacuche. I omgivningarna runt Nacuche växer i huvudsak lövfällande lövskog.